# Malsburg-Marzell
Malsburg-Marzell är en kommun i Landkreis Lörrach i regionen Schwarzwald-Baar-Heuberg i Regierungsbezirk Freiburg i förbundslandet Baden-Württemberg i Tyskland.
Kommunen ingår i kommunalförbundet Kandern tillsammans med staden Kandern.